# Vladimír Merta
Vladimír Merta (* 20. ledna 1946 Praha) je český písničkář, publicista, spisovatel, fotograf, architekt a filmový režisér. Je rovněž autorem filmové hudby k několika filmům.

## Život
Pochází z hudebně nadané rodiny. Otec, válečný veterán Augustin Merta hrál na housle a matka zpívala. Vystudoval architekturu na ČVUT (absolvoval v roce 1971), poté v letech 1971–1976 studoval na FAMU, studium zde zakončil filmem Smrt krásných srnců podle knihy Oty Pavla. K jeho spolužákům na FAMU patřili mimo jiné Karel Smyczek, Karel Kovář a Luba Verecká. Mezi jeho pedagogy byli Jiří Sequens, Antonín Kachlík, Jaroslav Balík, Otakar Vávra, Radovan Lukavský a Karel Höger.
Na konci 60. let nahrál ve Francii písničkářské album Ballades de Prague. Byl členem folkového sdružení Šafrán. Během osmdesátých let psal a režíroval animované filmy. Je zakládajícím členem Evropského kulturního klubu a aktivním členem OSA.

## Diskografie
- Ballades de Prague LP/1969

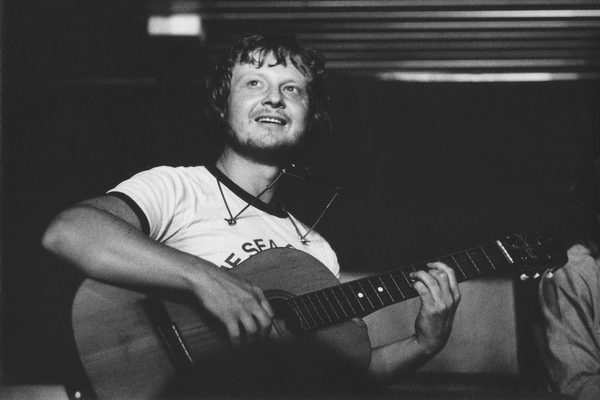
Vladimír Merta, Pardubice, Klub Na Drážce, 1977–1978

- Pravda o Marii LP/1970, vydáno až v roce 2012
- Písmenková láska/Zem voní dřevem SP/1976
- P.S. LP/1978
- Drobné skladby mistrů, EP sampler, 1988 – píseň Oudolíčko
- Vybraná slova EP/1988
- Vladimír Merta 1 LP/1989
- Vladimír Merta 2 LP/1989
- Struny ve větru MC/1989, rozšířené vydání 2011
- Hodina vlka LP/1990
- Chtít chytit vítr CD/1992
- Bití rublem CD/1992
- Svátky trpělivosti CD/1992
- Sefardské inspirace  CD/1996 – s Janou Lewitovou
- Nebuď nikdy sám CD/1997
- P.S. CD/1997
- Obrázky v kartách CD/1998
- Svátky trpělivosti CD/1999
- Mít míň je víc CD/1999
- Ametysty CD/2000
- Bývaly časy CD/2001
- Drobné lži CD/2003
- Filmy v hlavě CD/2004
- 50 miniatur, CD sampler, 2007 – píseň Oudolíčko
- Jánošík, 2007
- Ve tmě mě zanechte…, 2008 – s Janou Lewitovou (překlady písní Johna Dowlanda)
- Ballades de Prague CD/2009
- LIVE / Malostranská beseda 1988 CD/2010 (rozšířená reedice alb Merta 1 a Merta 2)
- Ponorná řeka 2011
- Vladimír Merta a Jan Hrubý: Včerejší vydání, Galén (G 11 019 2), 2011 2x CD, CD 1 je archivní nahrávka asi z roku 1976, CD 2 bylo nahráno v Dobřichovicích v roce 2010
- Vladimír Merta a Dobrá úroda: Nikdo v zemi nikoho, Galén (G 12 037 2), CD
- Domilováno, 2013, Galén
- Kecy, 2014, Galén
- Imagena, 2014, Galén
- Podkrovní pásky. Domácí nahrávky 1976, 2016, Galén (G 15 080 2), 5 CD
- Vladimír Merta a Dobrá úroda: Stará!, 2017, Galén (G 17 110 2), CD
- Bílá stížnost, 2018 (s Emilem Viklickým)
- Pozítří, 2022
- České sny, nejisté jistoty,  2024[2]

## Scénář k filmu
- Opera ve vinici 1981, režie Jaromil Jireš[3]

## Divadelní režie

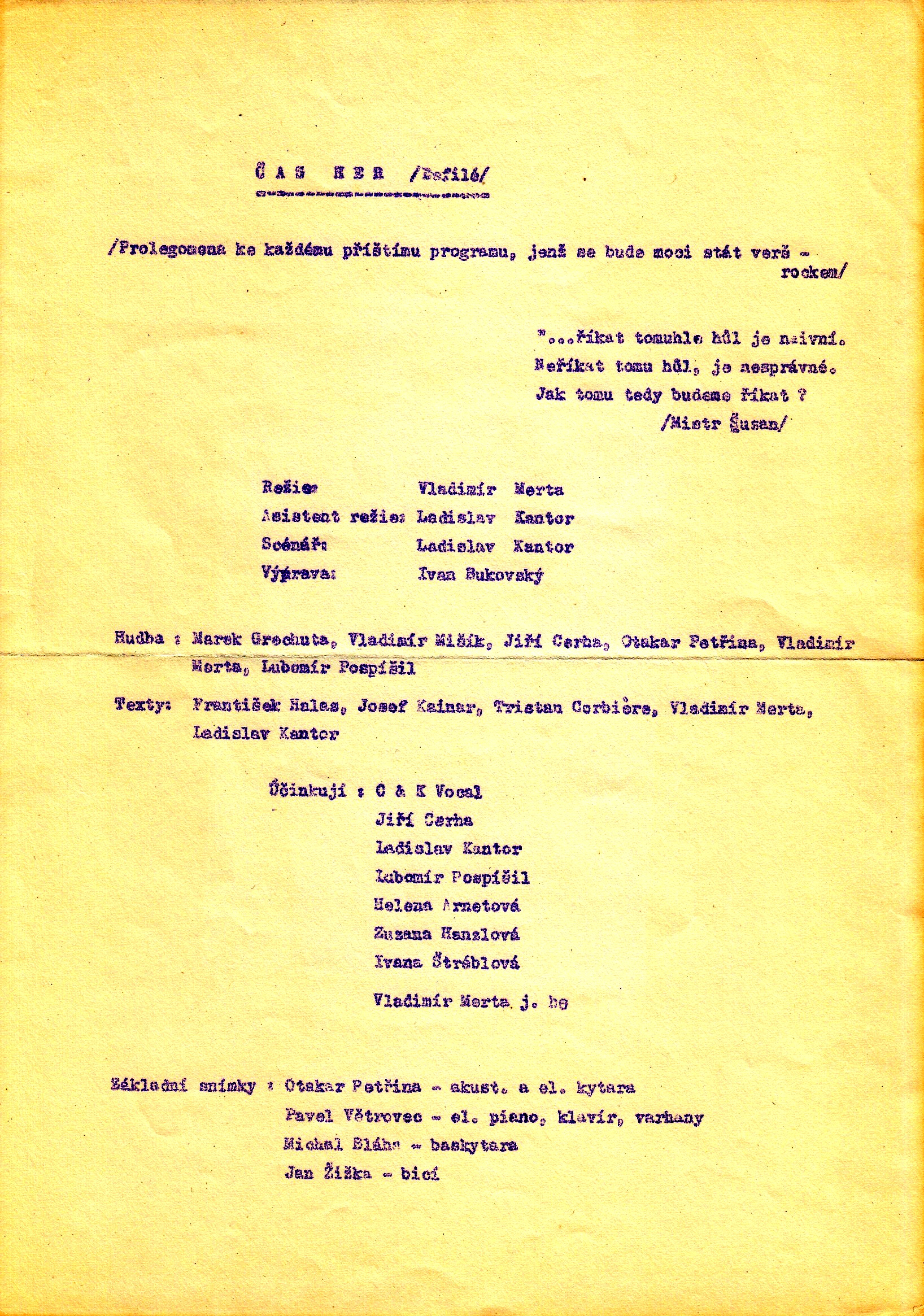
Čas her – defilé – cyklostylovaný program představení.

- 1977 Tak ti ď…: Dědicové Jaroslava Ježka, FOLK 14, Lucerna, 30. září 1977, účinkující: Jazz Dance Franka Towena, Jan Burian, Jiří Suchý a Martha Elefteriadu, Jiří Stivín, Masokosti (Ladislav Malina, Ondřej Soukup, Michael Kocáb, Jiří Stivín), Pražský Big Band Milana Svobody
- 1977 C&K Vocal: Čas her – Defilé, Divadlo Ateliér
- 1986 Jaromír Pelc: Požár na obloze. Zaklínání na téma láska a rozvod pro mužský hlas, ženský hlas, zpěváka a gestický doprovod, Viola, Praha, 1986 (i scénář a hudba, s Vladimírem Mišíkem)
- 1990 Daniela Fischerová: Báj, Studio Fórum při SDOS Olomouc, autor hudby a režisér